# Auspici

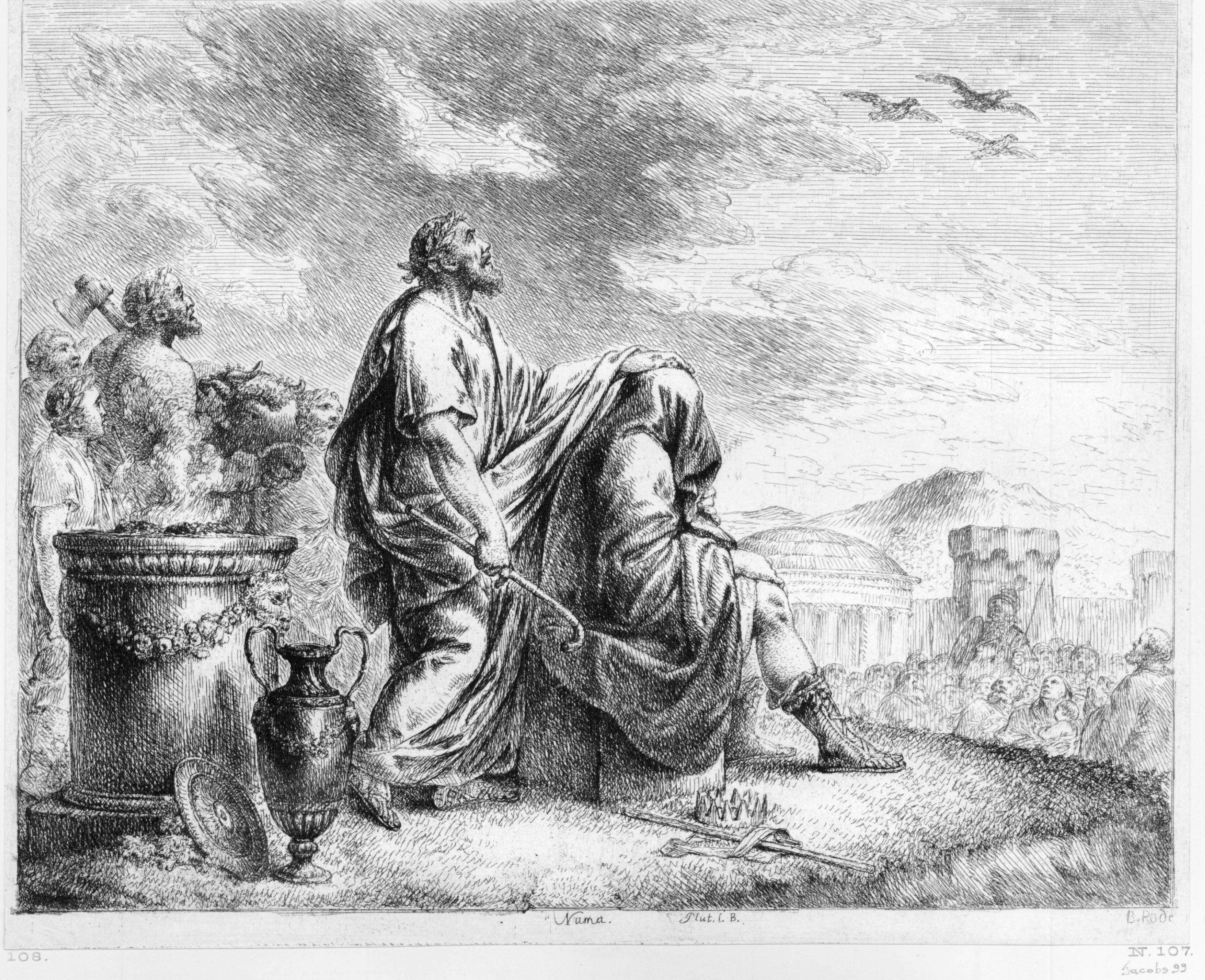
Un àugur consulta la voluntat dels déus observant el vol dels ocells (auspicium), a petició del rei Numa Pompili

Auspici (en llatí auspicium) era una tècnica que feien uns sacerdots a l'antiga Roma, consistent en la interpretació de la voluntat dels déus a través de l'observació de la conducta de les aus.
Els sacerdots especialitzats en aquesta tècnica es deien àugurs i tant la forma d'observació (auspici) com la seva interpretació (auguri) formava part d'un cerimonial estudiat. Els déus, per comunicar-se amb els humans, feien servir diferents tipus de signes: principalment signes dels ocells volant; però també els signes del cel; els signes dels pollastres mentre menjaven; els signes d'algunes cries d'animals en la seva relació amb altres animals; i els signes de coses anòmales sense explicació coneguda, com un atac epilèptic o coses similars. Amb el temps l'examen de les vísceres d'aus (harúspex) va esdevenir més important.
Els auspicis es van dividir després en maxima i minora, els primers eren els que afectaven els cònsols, dictadors, pretors i censors i els minora els que afectaven a qüestors i edils.
Al final de la república havien perdut importància i, encara que August va intentar reviure'ls, no va tenir èxit. Es van seguir fent auspicis i auguris fins al final del segle iv cada vegada amb menys freqüència.

## Els auspicis i els romans

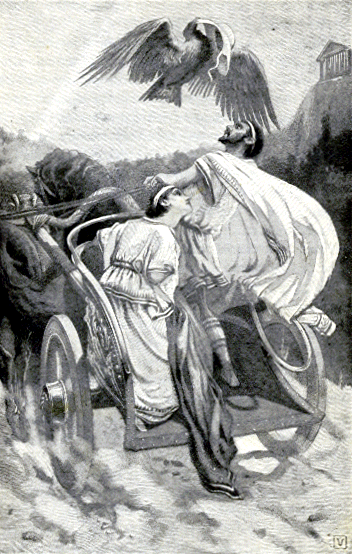
L'aproximació d'una àguila al jove Tarquini Prisc es va considerar un bon auguri

Segons el testimoni unànime dels historiadors antics, la creença que els déus es comunicaven amb els humans a través de les aus i la pràctica d'interpretar els seus senyals, és més antiga que la fundació de la ciutat de Roma. L'ús del la paraula auspicium es relaciona generalment amb els llatins, com a anteriors pobladors de la zona. Alguns autors donen a aquesta pràctica un origen etrusc, tot i que Ciceró, en l'obra que va escriure sobre aquest tema, De divinatione, va fer notar diferències entre el sistema d'interpretació d'uns i altres. Ciceró també va esmentar altres nacions que, com els romans, tenien la creença ferma que la manera de volar dels ocells era un senyal de la voluntat dels déus que podia ser interpretada, modalitat que els etruscs mai van practicar. Encara que no eren els únics en fer servir la tècnica, els auspicis era la forma prevalent emprada els romans per predir el futur, la van fer servir en el moment de la fundació de la ciutat i, a més, van ser els qui van deixar per escrit les normes sobre la forma correcta de fer-ho. Els filòsofs estoics, per exemple, afirmaven que si hi havia déus, segur que es preocupaven pels humans i si en tenien cura calia esperar que enviessin senyals per comunicar la seva voluntat.

## Els àugurs
El dia de la presentació d'un candidat a una magistratura o les decisions preses en una assemblea del poble eren els tipus d'esdeveniments que calia consultar primer amb els déus i que requerien un bon auspici. A diferència de les polis gregues, on els oracles feien la funció de missatgers dels déus, a Roma era a través del vol dels ocells que s'interpretava la voluntat de Júpiter. Els auspicis indicaven què havien de fer i què no, però no oferien explicacions, tan sols hi confiaven perquè era el designi dels déus i no era convenient ofendre'ls o tenir-los en contra.
També passava que si un àugur s'equivocava en la seva interpretació era perquè havia comés algun error o no havia parat atenció, cosa que era una ofensa als déus i, per tant eren castigats. En una ocasió volien col·locar una estàtua al comitium del fòrum romà i primer van consultar els déus per assegurar-se que el lloc els plaia. Uns dies després va caure un llamp que va fulminar l'estàtua; el senat va considerar que havien ofès els déus per una mala interpretació de l'àugur, el qual fou condemnat a mort. Les eleccions o l'aprovació d'una llei podia quedar en espera mentre s'esperava un auguri favorable per assegurar-se que els déus estaven complaguts amb el que anaven a fer. Els sacerdots encarregats de fer això, els àugurs, havien d'anotar en llibres totes les seves interpretacions. De la mateixa manera es consultaven els llibres i a partir del coneixement de com s'havien manifestat els déus en ocasions anteriors feien prediccions més acurades. Als llibres dels àugurs també estaven escrites les indicacions de com dur a terme el ritual i les paraules cerimonials que havien de pronunciar.
Tot i que els àugurs eren els qui estaven capacitats per interpretar els signes, els qui tenien la responsabilitat de prendre una decisió sobre accions futures eren els magistrats.

## Tipus de signes
Hi havia cinc tipus d'auspicis, d'aquests els tres darrers no formaven part dels antics auspicis:
ex caelo (del cel)
Aquesta mena d'auspici implicava l'observació dels llamps i aquest era el signe més important enviat pels déus. Sempre que un àugur informava d'haver vist llamps al cel, s'estenia la prohibició a totes les comitia romanes de fer cap reunió, en espera de tenir la interpretació del que Júpiter els estava dient.
ex avibus (dels ocells)
No tots els ocells que es veien al cel eren considerats signes de la voluntat dels déus. Hi havia dos tipus d'ocells: els oscines, dels quals s'interpretava el seu cant per fer un auspici i els alites, dels quals s'observava el seu vol. Dins de la categoria dels oscines estaven també: els corbs, els mussols i les gallines. Depenent de per quin costat de l'àugur eren vistos cantant (auspicium ratum), s'interpretava que era un senyal favorable o desfavorable. Entre els alites estaven: les àguiles, els voltors, els avis sanqualis (també anomenat ossifraga), i els immussulus o immusculus. Alguns ocells com el Picus Martius, el picus Feronius, i el Parrha. Cada moviment i cada so que emetien aquestes aus tenia un significat diferent segons les circumstàncies o època de l'any en què eren observats.
ex tripudiis (del moviment que fan mentre mengen)

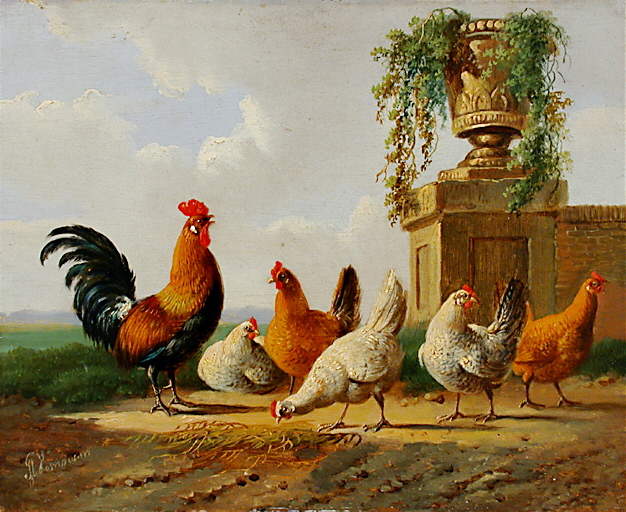
Tripudium: gall i gallines menjant. Pintura d'Albertus Verhoesen

Es tractava d'observar els diferents patrons de conducta alimentària de les gallines i fer-ne una interpretació abans d'una campanya militar per saber la voluntat divina. Ciceró explica que en un moment donat qualsevol gallina és capaç de fer un tripudium (dansa sagrada), però que amb el temps aquesta pràctica d'interpretació es va fer només amb pollastres. Els pollastres es ficaven en una gàbia que estava sota el control del pullarius, el qual quan arribava el moment els feia sortir i els posava al davant trossets de pa o de partís. Si els pollastres es negaven a menjar o feien un xiscle o batien les ales o s'allunyaven, totes aquestes conductes es consideraven indicacions desfavorables dels déus. En canvi si es decidien a menjar o fins i tot si un tros de pa queia del seu bec a terra, fet que s'anomenava tripudium solistimum o tripudium quasi terripavium solistimum (del llatí solum, «el terra»), es considerava un senyal favorable.
ex quadrupedibus (dels animals quadrúpedes)
També es podien fer auspicis dels animals quadrúpedes, tot i que això no formava part de la ciència original dels àugurs i mai es va fer servir per predir la voluntat dels déus en assumptes d'estat. Generalment tenien a veure amb el fet que una rabosa, un llop, un cavall o un gos travessessin per camí que estava fent un humà o quan es trobava un d'aquests animals en un lloc estrany. Llavors es comunicava el que havia passat a un àugur perquè ho interpretés.
ex dīrīs (dels fets anòmals)
En aquesta categoria d'auspicis estaven inclosos tots els esdeveniments que no podien ser inclosos en les altres categories. Fins i tot un esternut o una ensopegada, per ser accions involuntàries, es considerava que podien ser senyals dels déus.

## Consultes dels humans i missatges dels déus
Segons qui iniciava l'auspici hi havia dos tipus: els missatges que enviaven els déus de forma inesperada, sense que ningú els hagués fet una pregunta (oblativa) i les consultes als déus per iniciativa humana (impetrativa).
auspicia impetrativa
Eren els signes divins que arribaven a través dels rituals fets de forma regular, observant el cel, des d'un temple. Eren els que es tenien en compte abans de convocar assemblees públiques, i els magistrats tenien el dret i el deure de consultar aquests auspicis. Aquesta mena d'auspicis només es podien consultar des d'un auguraculum, el pati d'un temple.
auspicia oblativa
Eren els senyals que esdevenien sense haver-los buscat deliberadament amb un procediment formal. S'entenia que els déus enviaven missatges per indicar la seva aprovació o desaprovació sobre determinats propòsits humans. Si els déus s'expressaven de forma contrària s'anomenava prodigium.

## Auspicis privats i públics
auspicia maiora
El dret a observar els auspicis majors residia en el magistrat romà que governava un imperium, designat potser per una llei (Lex curiata de imperio), però els historiadors no han arribat a un acord sobre els punts exactes d'aquesta llei. Els auspicia maxima depenien d'un censor, i es creu que també dels flamines maiores.
auspicia privata
La religió a nivell domèstic i privat també estava vinculada als senyals divins. Era costum a les famílies patrícies consultar els auspicis abans d'emprendre algun assumpte important, com ara un matrimoni, un viatge, un negoci. L'escassa informació respecte als auspicis privats en els autors antics fa pensar que en essència, no eren diferents dels auspicis públics: es requeria un silenci absolut, i el sacerdot a càrrec de l'auspici podia ignorar els senyals divins enviats a través d'interrupcions fent veure que no els havien notat. En assumptes personals o familiars, els llamps i l'observació de vísceres d'animals, no sempre calia que fossin realitzats pels sacerdots especialitzats; en aquests casos el Pontífex Màxim podia fer interpretacions igual de vàlides que les dels àugurs.

## Averruncare
Cal no confondre els auspicis amb averuncare, un verb emprat pels pontífex, que vol dir «evitar» i que implica una acció ritual per tal d'evitar una desgràcia que ha estat advertida pels déus a través d'un fet extraordinari (portentaque prodigiaque mala). El ritual implicava fer una foguera en arbres que estaven sota la tutela dels déus de l'inframón (arbores infelices). Varró diu que el déu que presidia aquests rituals es deia Averruncus.